# Обединени земеделци
Обединени земеделци (ОЗ) е дясноцентристка земеделска политическа партия в България.
Тя е създадена през 2007 година след разцеплението година по-рано на Българския земеделски народен съюз - Народен съюз (БЗНС-НС). Новата партия е образувана на основата на групата около дългогодишния лидер на БЗНС-НС Анастасия Димитрова-Мозер. През 2009 година Обединени земеделци се включва в новосъздадената дясноцентристка Синя коалиция. На последвалите парламентарни избори партията получава първоначално едно депутатско място - на Венцислав Върбанов, но малко по-късно изборът му е касиран и той е заменен от друг представител на Синята коалиция. След като през 2010 Върбанов е върнат в парламента, той отказва да стане част от Синята коалиция. През 2011 той е изключен от Обединени земеделци.
На Втория редовен конгрес на партията, проведен на 26 март 2011 година, за председател е избрана Петя Ставрева, бивш депутат в Европейския парламент.
На президентските избори през 2011 година Обединени земеделци са сред малките партии, подкрепили кандидата на Съюза на демократичните сили Румен Христов, който получава 1,95% от гласовете и остава шести на първия тур. На проведените по същото време местни избори кандидатът на партията Димитър Иванов, издигнат съвместно с ГЕРБ, е избран за кмет на Община Марица. Обединени земеделци участват в различни коалиции, чиито кандидати печелят също в общините Калояново, Карлово, Кресна, Мъглиж, Нови пазар, Свищов и Хасково.